# Integração latino-americana

A América Latina.

A integração da América Latina tem uma história que remonta à independência da América Hispânica e Brasileira, quando foi discutida a criação de um Estado regional ou a criação de uma confederação de nações latino-americanas para proteger a área recém-independente. Depois de vários projetos falharem, o tema não foi retomado até o final do século XIX, mas agora centra-se em torno da questão do comércio internacional e com um senso de pan-americanismo devido aos Estados Unidos da América, que tem um papel de liderança no projeto de integração regional. A ideia de conceder a essas organizações um propósito principalmente político não se tornou proeminente novamente até o período pós-Segunda Guerra Mundial, que assistiu ao início da Guerra Fria e de um clima de cooperação internacional, que levou à criação de instituições como a Organização das Nações Unidas (ONU). Apenas em meados do século XX que organizações exclusivamente latino-americanas foram criadas.

## Histórico

### Século XIX
Após o fim das guerras de independência, vários Estados soberanos surgiram nas Américas a partir das antigas colônias espanholas e portuguesa. Um dos líderes da independência sul-americana, Simón Bolívar, imaginou várias uniões que assegurariam a independência da América espanhola para conseguir resistir às potências europeias, em especial a Grã-Bretanha, e à expansão dos Estados Unidos. Já em seu Manifesto de Cartagena de 1815, Bolívar defendia que as províncias espanholas americanas deviam apresentar uma frente unida contra o domínio espanhol, a fim de evitar uma possível e gradual reconquista, embora ele ainda não tivesse proposto uma união política de qualquer tipo. Durante as guerras de independência, a luta contra a Espanha foi marcada apenas por um incipiente senso de nacionalismo. Não ficou claro o que os novos estados que substituíram a monarquia espanhola deveriam ser. A maioria dos que lutaram pela independência identificavam América espanhola como um todo o seu local de nascimento, os quais se referiam como sua pátria.
Como Bolívar conquistou avanços contra as forças monarquistas, ele começou a propor a criação de vários Estados grandes e confederações, inspirado pela ideia de Francisco de Miranda, de um Estado independente que incluísse toda a América espanhola e que Miranda chamava de "Colômbia", "Império Americano" ou "Federação Americana". Em 1819, Bolívar foi capaz de criar uma nação chamada "Colombia" (hoje conhecida como Grã-Colômbia) de várias províncias espanholas americanas e, em 1825, ele propôs juntá-la ao Peru e ao Alto Peru em uma confederação ou em um Estado que ele sugeriu que se chamasse "Federação Boliviana" ou "União Boliviana" e que os historiadores chamam de "Confederação Andina", mas isso nunca aconteceu.
Outros grandes Estados que emergiram da desintegração da monarquia espanhola também não conseguiram existir por muito tempo. A República Federal da América Central, criada a partir da antiga Capitania Geral da Guatemala, deixou de existir em 1840. As Províncias Unidas da América do Sul nunca foram viáveis e sofriam com uma quase constante guerra civil entre as províncias e a capital, Buenos Aires. A Argentina só se tornaria unida na década de 1850. A tentativa de reunir as principais regiões do antigo Vice-Reino do Peru em uma Confederação Peru-Bolívia em 1836 caiu depois de três anos. Só o México, que consistia das áreas centrais do Vice-Reino da Nova Espanha, manteve-se como um estado fisicamente grande na América Latina. A outra exceção regional era o Império Brasileiro, que declarou a independência do Império Português em 1822, exigindo o retorno do rei e de toda a corte portuguesa para a cidade do Rio de Janeiro.

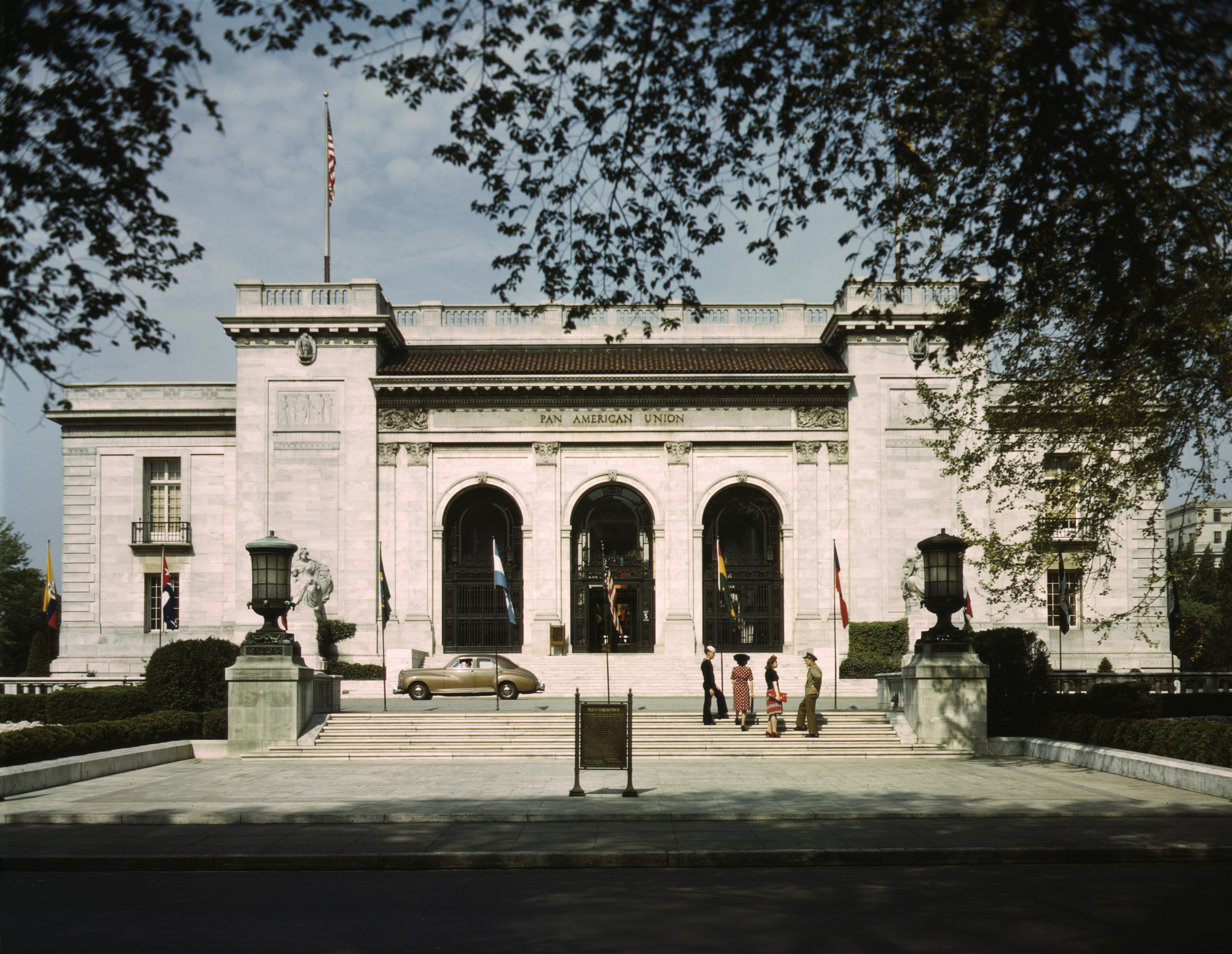
Sede da União Pan-Americana em Washington, DC, em 1943.

Bolívar também propôs uma liga autônoma das repúblicas americanas recém-independentes dos espanhóis e para isso organizou o Congresso do Panamá em 1826. Bolívar não convidou o Brasil para o encontro, já que o país era uma monarquia e ele via como uma ameaça à existência de novas repúblicas, e nem a Argentina, já que a região carecia de unidade política real para ser efetivamente representada. Somente após ser pressionado, Bolívar convidou os Estados Unidos para o congresso, mas um representante morreu a caminho e o outro chegou depois que as deliberações já haviam sido concluídas. A Grã-Bretanha estava presente apenas como observador. O congresso fez um projeto do "Tratado de União, Liga e Confederação Perpétua", um pacto de defesa e comércio mútuo, mas apenas a Grã-Colômbia o ratificou. A própria Colômbia se desfez do tratado em 1830. Devido a esses projetos fracassados, os políticos latino-americanos muitas vezes se referem à integração regional como um "sonho de Bolívar".
Sessenta e três anos depois do Congresso do Panamá, um secretariado, o Escritório Comercial das Repúblicas Americanas, foi criado por 18 países da América em 1889, na Primeira Conferência Pan-Americana, com o objetivo de promover o comércio no Hemisfério Ocidental. O Escritório Comercial começou a funcionar em 14 de abril de 1890. O departamento foi rebatizado para Escritório Comercial Internacional na Segunda Conferência Internacional de 1901-1902. Na Quarta Conferência Pan-Americana em 1910, o nome da organização foi mudado para a União das Repúblicas Americanas e o Escritório Comercial Internacional tornou-se a União Pan-Americana.

### Século XX

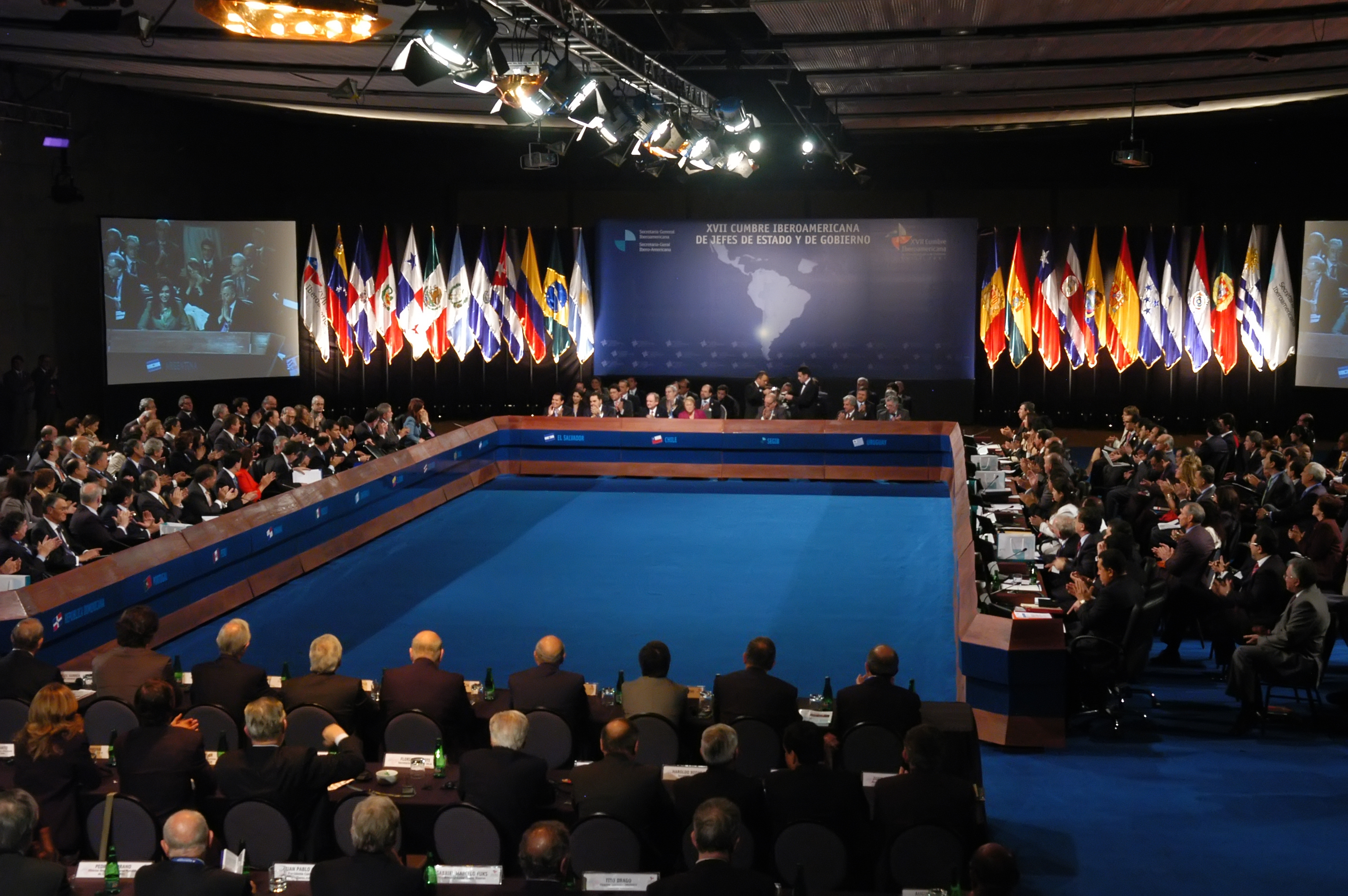
Conferência Ibero-americana de 2007, em Santiago, no Chile.

Argentina, Brasil e Chile assinaram o Pacto do ABC em 1915 visando promover a cooperação exterior, a não agressão e a arbitragem. No entanto, o tratado não entrou em vigência e só foi ratificado no Brasil.[carece de fontes?]
A experiência da Segunda Guerra Mundial convenceu governos hemisféricos que a ação unilateral de uma nação não poderia garantir a integridade territorial das nações americanas em caso de agressão extra-continental, em especial de incursões soviéticas ou comunista. Para enfrentar os desafios do conflito mundial no período da Guerra Fria e conter os conflitos no âmbito do hemisfério, foi adotado um sistema de segurança colectiva, o Tratado Interamericano de Assistência Recíproca, popularmente conhecido como o Tratado do Rio, em 1947. No ano seguinte, durante a Nona Conferência Internacional Americana, dirigida por George Marshall, então Secretário de Estado dos Estados Unidos, os 21 Estados-membros se comprometeram a combater o comunismo na América e transformaram a União Pan-americana na atual Organização dos Estados Americanos (OEA). A transição da União Pan-Americana para a OEA foi boa. O Diretor-Geral da União Pan-Americana, Alberto Lleras Camargo, tornou-se o primeiro Secretário-Geral da OEA e a organização começou a funcionar em dezembro de 1951.
Em 1953 o presidente argentino Juan Domingo Perón buscou ressuscitar o Pacto do ABC e expandi-lo:
| “ | A luta do futuro será econômica; a história demonstra que nenhum país se impôs nesse campo, nem em nenhuma outra luta, se não tem uma completa união econômica. A Argentina, sozinha, não tem unidade econômica; o Brasil, sozinho, também não; o Chile, idem. Mas estes três países, unidos, formam potencialmente a unidade econômica mais extraordinária do mundo. Não há dúvida de que, realizada esta união, os demais países sul-americanos entrarão em sua órbita. Durante os seis anos do meu primeiro governo (1946-52), conversei com os que iam ser presidentes nos dois países que mais nos interessavam: Getúlio Vargas e o general Ibáñez. Vargas demonstrou estar total e absolutamente de acordo com a ideia e prometeu realizá-la assim que assumisse o governo. Ibáñez disse exatamente a mesma coisa e assumiu o compromisso de proceder da mesma maneira. | ” |

Mas não obteve sucesso devido à instabilidade política que vigorava no Brasil.
No final do século XX, muitos líderes latino-americanos viram a necessidade de uma organização alternativa que não fosse dominada pelos Estados Unidos. A experiência de lidar com as insurgências comunistas na América Central durante os anos 1970 e 1980, através da criação do Grupo de Contadora, que não inclui os Estados Unidos, inspirou a criação do Grupo do Rio, em 1986. O Grupo do Rio não criou um corpo de secretariado permanente e escolheu contar com cúpulas anuais de chefes de Estados.
A América Latina também estendeu para a Europa, em particular às ex-metrópoles coloniais, para criar outras organizações regionais baseadas em torno de idiomas e culturas comuns. Em 1991, os governos do México, Brasil e Espanha organizaram a primeira Conferência Ibero-Americana de Chefes de Estado e de Governo, em Guadalajara, no México. O resultado foi a criação da Comunidade Ibero-americana de Nações, que tem cúpulas anuais entre os seus chefes de Estado.

## Organizações regionais
O comércio, não só a política, também serviu como o principal objetivo em torno da criação de várias organizações exclusivamente latino-americanas a partir de meados do século XX. Em 14 de outubro 1951, os governos de Costa Rica, El Salvador, Guatemala, Honduras e Nicarágua assinaram um novo tratado que criou a Organização dos Estados Centro-Americanos (ODECA) para promover a cooperação, integração e unidade região na América Central. Isto levou à criação do Mercado Comum Centro-Americano, o Banco Centro-Americano de Integração Econômica e a Secretaria de Integração Econômica Centro-Americana (Sieca), nove anos depois em 13 de dezembro de 1960.

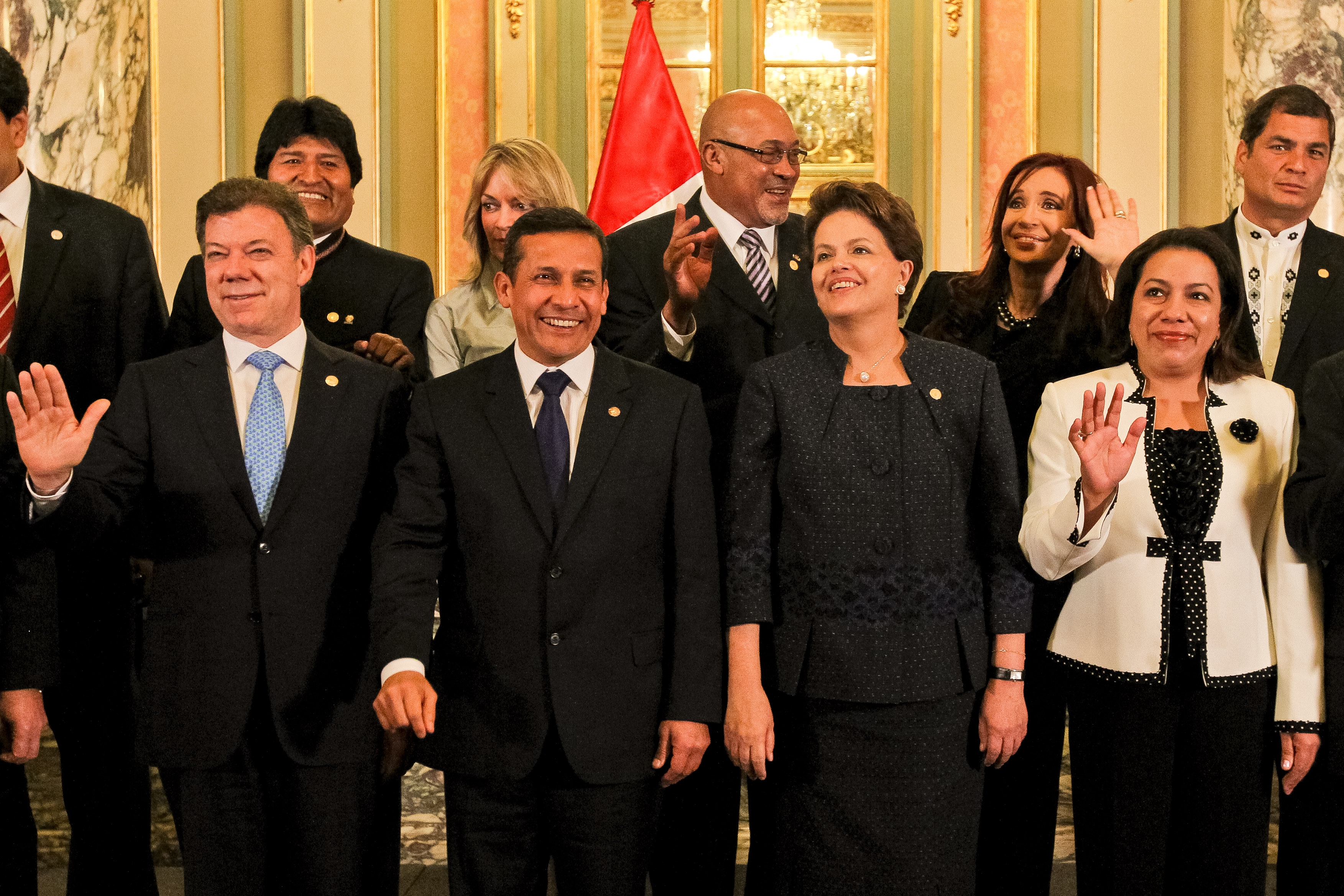
Líderes de países-membros da União de Nações Sul-Americanas (UNASUL), em julho de 2011.

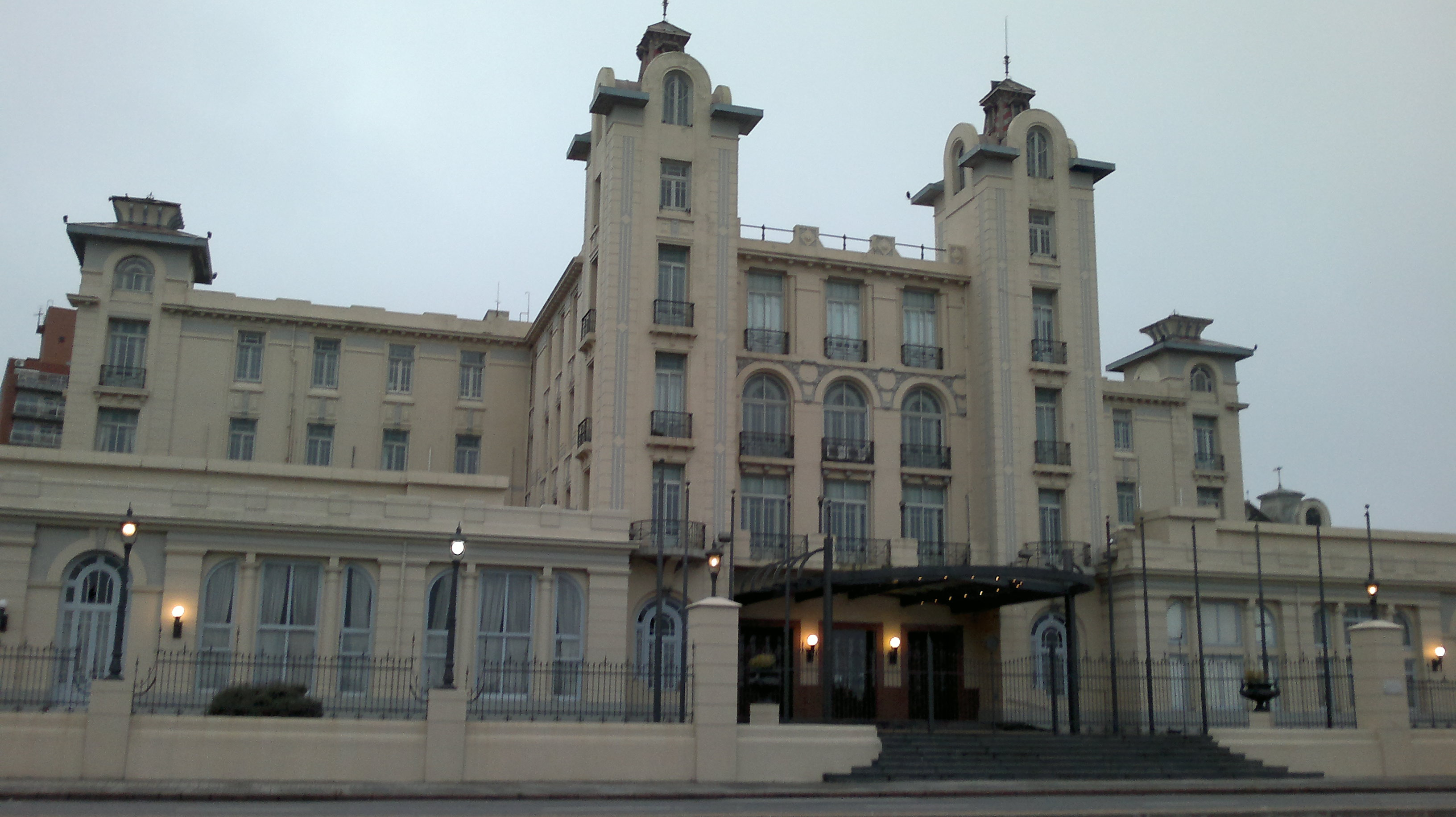
Sede do Mercosul em Montevidéo, Uruguai.

Outros blocos comerciais regionais também foram criados neste período. A Associação Latino-Americana de Livre Comércio (ALALC) foi formada pelo Tratado de Montevidéu de 1960, que foi assinado por Argentina, Brasil, Chile, México, Paraguai, Peru e Uruguai. Os signatários esperavam criar um mercado comum na América Latina e ofereceram descontos de tarifas entre os países membros. Seu principal objetivo era eliminar todos os direitos e restrições sobre a maioria do seu comércio dentro de um período de 12 anos. ALALC entrou em vigor em 2 de janeiro de 1962. Inspirado pelas Comunidades Europeias em 1980, a ALALC foi transformada na Associação Latino-Americana de Integração (ALADI) pelo segundo Tratado de Montevidéu para buscar o objetivo mais ambicioso de melhorar a economia e o desenvolvimento social da região, através da criação do mercado comum.
Em 1969, o Pacto Andino foi fundada por Chile, Bolívia, Peru, Equador e Colômbia. Em 1973, o pacto ganhou seu sexto membro, a Venezuela. Em 1976, no entanto, seus membros foram novamente reduzidos a cinco, quando o Chile se retirou. A Venezuela anunciou a sua retirada em 2006, reduzindo a Comunidade Andina para quatro Estados-membros. O nome da organização foi alterado para Comunidade Andina de Nações (CAN) em 1996. Em 1985, os presidentes de Argentina e Brasil assinaram o Programa de Integração e Cooperação Econômica Argentina-Brasil. Isto levou à criação do Mercado Comum do Sul (Mercosul) pelo Brasil, Paraguai, Uruguai e Argentina em 1991 para promover o livre comércio e o movimento fluido de bens, pessoas e moedas. Em 1995, o México, a Colômbia e a Venezuela criaram o Grupo dos Três (G3), um acordo de livre comércio. A Venezuela deixou o G3 em 2006, ao mesmo tempo que deixou a CAN. Além destas organizações de comércio, várias organizações parlamentares foram criadas. O Mercosul decidiu em dezembro de 2004 a criação do Parlamento do Mercosul, que começou a funcionar em 2010. No início de 1987, foi criado o Parlamento Latino-Americano, que está localizado na Cidade do Panamá.
Em dezembro de 2004, o Mercosul e a Comunidade Andina de Nações assinaram um acordo de estatuto recíproco entre os membros associados e emitiram a Declaração de Cuzco, afirmando que que iriam criar a Comunidade Sul-Americana de Nações. A declaração propositadamente invocou o "sonho de Bolívar", observando que um dos objetivos seria o de unir a América Latina. O nome original da união foi alterado para o atual União de Nações Sul-Americanas (UNASUL), em abril de 2007. Na imprensa, a frase "Estados Unidos da América do Sul" foi cogitada como uma analogia com os Estados Unidos para refletir o poder econômico e político que esta hipotética união teria no cenário mundial.
Para América Anglo-Saxônica e Latina
| País                     | OEA | CELAC | AEC | Caricom | OECO | UNASUL | CAN | Mercosul | Parlatino | ALADI | SELA | GR | SICA | ALBA | AP |
| ------------------------ | --- | ----- | --- | ------- | ---- | ------ | --- | -------- | --------- | ----- | ---- | -- | ---- | ---- | -- |
| Canadá                   | x   |       | o   |         |      |        |     |          |           |       |      |    |      |      | o  |
| Estados Unidos           | x   |       |     |         |      |        |     |          |           |       |      |    |      |      | o  |
| México                   | x   | x     | x   | o       |      | o      |     |          | x         | x     | x    | x  |      |      | x  |
| Guatemala                | x   | x     | x   |         |      |        |     |          | x         | o     | x    | x  | x    |      | o  |
| El Salvador              | x   | x     | x   |         |      |        |     |          | x         | o     | x    | x  | x    |      |    |
| Honduras                 | a   | x     | x   |         |      |        |     |          | x         | o     | x    | x  | x    |      | o  |
| Nicarágua                | x   | x     | x   |         |      |        |     |          | x         | o     | x    | x  | x    | x    |    |
| Costa Rica               | x   | x     | x   |         |      |        |     |          | x         | o     | x    | x  | x    |      | x  |
| República Dominicana     | x   | x     | x   | o       |      |        |     |          | x         | o     | x    | x  | a    |      | o  |
| Panamá                   | x   | x     | x   |         |      | o      |     |          | x         | o     | x    | x  | x    |      | o  |
| Cuba                     | a   | x     | x   |         |      |        |     |          | x         | x     | x    | x  |      | x    |    |
| Venezuela                | x   | x     | x   | o       |      | x      |     | a        | x         | x     | x    | x  |      | x    |    |
| Colômbia                 | x   | x     | x   | o       |      | x      | x   | a        | x         | x     | x    | x  |      |      | x  |
| Equador                  | x   | x     | o   |         |      | x      | x   | a        | x         | x     | x    | x  |      | x    | o  |
| Peru                     | x   | x     | o   |         |      | x      | x   | a        | x         | x     | x    | x  |      |      | x  |
| Bolívia                  | x   | x     |     |         |      | x      | x   | a        | x         | x     | x    | x  |      | x    |    |
| Chile                    | x   | x     | o   |         |      | x      | a   | a        | x         | x     | x    | x  |      |      | x  |
| Argentina                | x   | x     | o   |         |      | x      | a   | x        | x         | x     | x    | x  |      |      |    |
| Uruguai                  | x   | x     |     |         |      | x      | a   | x        | x         | x     | x    | x  |      | o    | o  |
| Paraguai                 | x   | x     |     |         |      | x      | a   | x        | x         | x     | x    | x  |      | o    | o  |
| Brasil                   | x   | x     | o   |         |      | x      | a   | x        | x         | x     | x    | x  |      |      |    |
| Antígua e Barbuda        | x   | x     | x   | x       | x    |        |     |          |           |       |      |    |      | x    |    |
| Bahamas                  | x   | x     | x   | x       |      |        |     |          |           |       | x    |    |      |      |    |
| Barbados                 | x   | x     | x   | x       |      |        |     |          |           |       | x    |    |      |      |    |
| Belize                   | x   | x     | x   | x       |      |        |     |          |           |       | x    | x  | x    |      |    |
| Dominica                 | x   | x     | x   | x       | x    |        |     |          |           |       |      |    |      | x    |    |
| Granada                  | x   | x     | x   | x       | x    |        |     |          |           |       | x    |    |      | o    |    |
| Guiana                   | x   | x     | x   | x       |      | x      |     |          |           |       | x    | x  |      |      |    |
| Haiti                    | x   | x     | x   | x       |      |        |     |          |           |       | x    | x  |      | o    |    |
| Jamaica                  | x   | x     | x   | x       |      |        |     |          |           |       | x    | x  |      |      |    |
| São Cristóvão e Nevis    | x   | x     | x   | x       | x    |        |     |          |           |       |      |    |      |      |    |
| São Vicente e Granadinas | x   | x     | x   | x       | x    |        |     |          |           |       |      |    |      | x    |    |
| Santa Lúcia              | x   | x     | x   | x       | x    |        |     |          |           |       |      |    |      |      |    |
| Suriname                 | x   | x     | x   | x       |      | x      |     |          | x         |       | x    | x  |      |      |    |
| Trinidad e Tobago        | x   | x     | x   | x       |      |        |     |          |           |       | x    |    |      |      |    |
| Monserrate               |     |       |     | x       | x    |        |     |          |           |       |      |    |      |      |    |
| Anguila                  |     |       |     | a       | a    |        |     |          |           |       |      |    |      |      |    |
| Bermudas                 |     |       |     | a       |      |        |     |          |           |       |      |    |      |      |    |
| Ilhas Virgens Britânicas |     |       |     | a       | a    |        |     |          |           |       |      |    |      |      |    |
| Ilhas Caimã              |     |       |     | a       |      |        |     |          |           |       |      |    |      |      |    |
| Turks e Caicos           |     |       | a   | a       |      |        |     |          |           |       |      |    |      |      |    |
| Aruba                    |     |       | a   | o       |      |        |     |          |           |       |      |    |      |      |    |
| Antilhas Holandesas      |     |       | a   | o       |      |        |     |          |           |       |      |    |      |      |    |
| França                   | o   |       | a   |         |      |        |     |          |           |       |      |    |      |      |    |
| Porto Rico               |     |       |     | o       |      |        |     |          |           |       |      |    |      |      |    |
| Ilhas Virgens Americanas |     |       |     |         |      |        |     |          |           |       |      |    |      |      |    |

Legenda:   [x - membro] — [a - associado] — [o - observador]
x - membro; o - observador; a - associado
|                                                                                |  |                                                                          |
| Diagrama das organizações compostas por países latino-americanos e caribenhos. |  | Diagrama das organizações compostas por países sul- e centro-americanos. |